# Мосэнерго

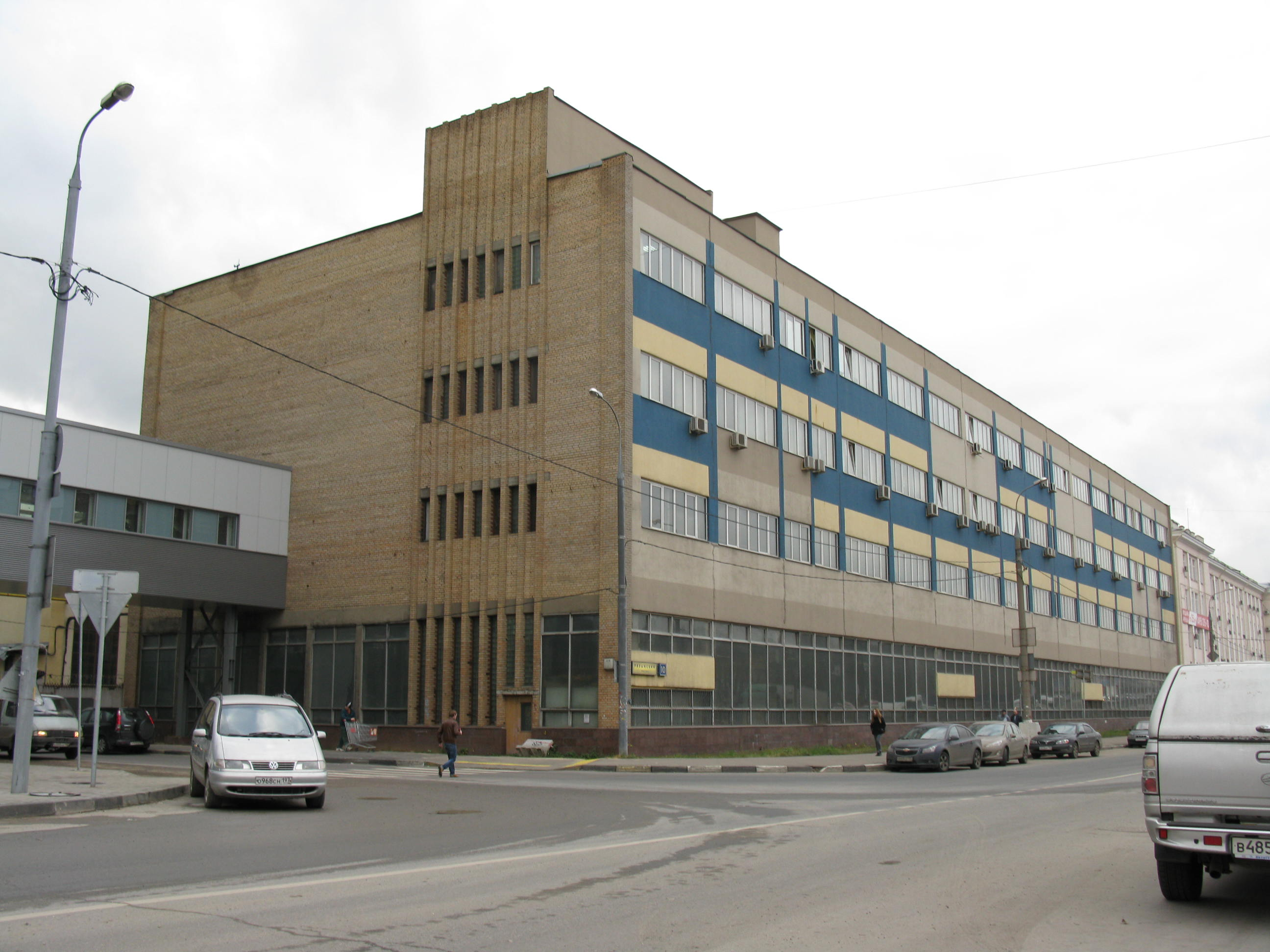
Центральный ремонтно-механический завод — филиал ОАО «Мосэнерго» на Рязанском проспекте

ПАО «Мосэне́рго» (Территориальная генерирующая компания № 3, ТГК-3) — московская энергетическая компания. Полное наименование — «Публичное акционерное общество энергетики и электрификации „Мосэнерго“».
Годом основания принято считать 1887 год (рождение энергосистемы Московского региона), когда началась практическая деятельность по электрификации Москвы.
Крупнейшая по основным показателям деятельности территориальная генерирующая компания. В состав компании входят 15 электростанций установленной электрической мощностью 12 825 МВт и установленной тепловой мощностью 43 777 Гкал/ч. ПАО «Мосэнерго» является крупнейшим производителем тепловой энергии в мире. Вторая по объёму установленной мощности теплогенерирующая компания после ПАО «ОГК-2». На долю компании приходится 8 % электрической и 6 % тепловой энергии, вырабатываемой в России.

## Собственники и руководство
Основные акционеры компании: ООО «Газпром энергохолдинг» (100-процентное дочернее общество ПАО «Газпром», владеет 53,50 % уставного капитала ПАО «Мосэнерго»), Правительство Москвы (26,45 %).
Председатель совета директоров компании — Виталий Маркелов, заместитель Председателя Правления ПАО «Газпром».
Решением внеочередного Общего собрания акционеров ОАО «Мосэнерго» полномочия единоличного исполнительного органа Общества с 21 мая 2015 года переданы управляющей организации — ООО «Газпром энергохолдинг». Данные решения приняты в целях повышения эффективности управления, исключения дублирования функций и сокращения управленческих расходов и других затрат.
Управляющий директор ПАО «Мосэнерго» — Александр Бутко.

## Реорганизация

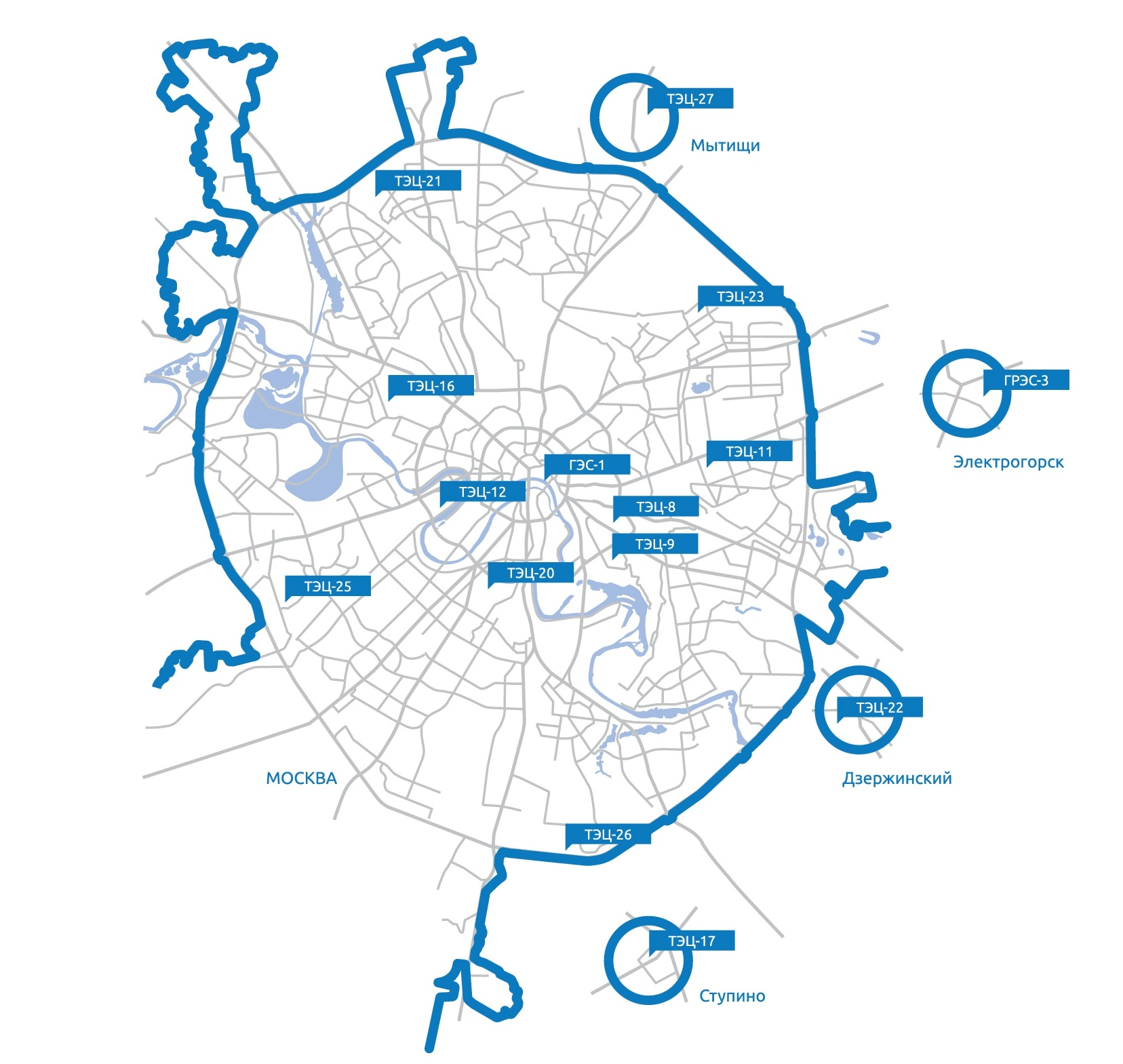
Схема расположения электростанций «Мосэнерго»

До реформы электроэнергетики «Мосэнерго» осуществляло производство, распределение и сбыт электрической и тепловой энергии потребителям московского региона. 1 апреля 2005 года из «Мосэнерго» было выделено 13 новых компаний по профильным видам бизнеса (сетевые, ремонтные, сбытовые и другие). Собственно в ОАО «Мосэнерго» остались только 17 электростанций общей мощностью более 10 тыс. МВт.
Выделенные активы:
- Генерация
  - Каширская ГРЭС. Передана в ОГК-1 (сейчас Интер РАО);
  - Шатурская ГРЭС. Передана в ОГК-4 (Юнипро);
  - ГРЭС-24. Присоединена к Рязанской ГРЭС, текущий собственник — ОГК-2;
  - Загорская ГАЭС. Передана в ГидроОГК (Русгидро);
- Распределительные сети
  - «Московская областная электросетевая компания» (МОЭСК). В 2006 году переименована в «Московскую объединённую электросетевую компанию»[8];
  - "Московская городская электросетевая компания (МГЭСК). В 2008 присоединена к «Московской объединённой электросетевой компании» (МОЭСК);
  - «Московская теплосетевая компания» (МТК). В 2012 в качестве филиала вошла в состав «Московской объединённой энергетической компании» (МОЭК);
- Магистральные сети
  - «Магистральная сетевая компания». В 2008 присоединена к «Федеральной сетевой компании Единой энергетической системы» (ФСК ЕЭС);
- Энергосбыт
  - Мосэнергосбыт;
- Управляющая компания
  - «Управляющая энергетическая компания». Ликвидирована в 2007 году;
- Ремонт и обслуживание
  - «Специализированное проектно-конструкторское бюро по ремонту и реконструкции»;
  - «Мостеплосетьэнергоремонт» (позднее «Межрегионтеплосетьэнергоремонт»). В 2018 присоединен к «Московской объединённой энергетической компании» (МОЭК);
  - «Мосэнергосетьстрой».

В 2007 году из ОАО «Мосэнерго» было выделено специализированное подразделение по строительству электростанций «под ключ» — АО «ТЭК Мосэнерго». Последнее было сформировано на базе подразделения капитального строительства ОАО «Мосэнерго», проектного института «Мосэнергопроект» и специализированного строительно-ремонтного предприятия «Мосэнергоспецремонт». В 2010 году компания «ТЭК Мосэнерго» сменила собственника, но продолжила сотрудничество с «Мосэнерго», выступая генеральным подрядчиком строительства ряда новых энергоблоков на электростанциях компании.
В начале 2017 года «Мосэнергопроект», выделенный предыдущим собственником в отдельное юридическое лицо, был приобретен ПАО «Мосэнерго».

## Деятельность
ПАО «Мосэнерго» — основной производитель электрической и тепловой энергии для Московского региона, объединяющего два субъекта Российской Федерации — город Москву и Московскую область. Электростанции «Мосэнерго» поставляют свыше 60 % электрической энергии, потребляемой в Московском регионе, и обеспечивают около 90 % потребностей Москвы в тепловой энергии.
В состав компании входят 15 тепловых электростанций:
- ГЭС-1;
- ГРЭС-3;
- ТЭЦ-8;
- ТЭЦ-9;
- ТЭЦ-11;
- ТЭЦ-12;
- ТЭЦ-16;
- ТЭЦ-17;
- ТЭЦ-20;
- ТЭЦ-21;
- ТЭЦ-22;
- ТЭЦ-23;
- ТЭЦ-25;
- ТЭЦ-26;
- ТЭЦ-27.

Также в составе «Мосэнерго» эксплуатируются районные и квартальные тепловые станции, районные станции теплоэлектроснабжения.
Основной вид топлива — природный газ (доля в топливном балансе по итогам 2020 года — 99,38 %). Уголь (доля в топливном балансе — 0,34 %) используется только на ТЭЦ-22. Резервные виды топлива — мазут и дизельное топливо.

### Показатели деятельности
За 2020 год электростанции «Мосэнерго» выработали 54,4 млрд кВт·ч электроэнергии — на 9,4 % меньше показателя предыдущего года (60,1 млрд кВт·ч). Отпуск тепловой энергии с коллекторов (с учетом районных и квартальных тепловых станций), составил 74,3 млн Гкал, что на 1,5 % ниже аналогичного показателя 2019 года (82,3 млн Гкал).
Выручка компании по РСБУ в 2020 году составила 181,0 млрд рублей (в 2019 году — 189,8 млрд руб.), чистая прибыль — 14,3 млрд руб. (17,4 млрд руб.).
Численность персонала компании в 2020 году составляла 8,2 тыс. человек (в 2019 году— 7,9 тыс.).
В 2020 году рейтинговое агентство АКРА присвоило ПАО «Мосэнерго» рейтинговую оценку AAA(RU) со стабильным прогнозом. Рейтинг ежегодно подтверждается на этом уровне (2021-2024).
Рейтинговое агентство «Эксперт РА» в 2018 году присвоило ПАО «Мосэнерго» рейтинговую оценку ruAAA со стабильным прогнозом, в 2019 году рейтинг был подтверждён, а в 2020 — отозван.

### Развитие
В 2007—2015 годах на шести электростанциях «Мосэнерго» (ТЭЦ-12, ТЭЦ-16, ТЭЦ-20, ТЭЦ-21, ТЭЦ-26 и ТЭЦ-27) в рамках договоров о предоставлении мощности (ДПМ) построены семь современных парогазовых энергоблоков суммарной мощностью 2,9 ГВт — это более 22 % от общей установленной мощности компании. Преимущества энергоблоков на базе ПГУ — высокая эффективность и экономичность. Использование парогазового цикла позволяет достичь существенной экономии газа, снизить выбросы вредных веществ в атмосферу.
В 2014—2015 годы в систему «Мосэнерго» были переданы 44 котельные Московской объединенной энергетической компании (34 из них действующие, остальные выведены из эксплуатации или находятся в резерве). В последние годы ПАО «Мосэнерго» ведет работу по переключению нагрузок с котельных на ТЭЦ. Это позволяет экономить топливо, оптимизировать затраты и в целом повышать эффективность теплоснабжения Москвы. В 2015 году объем переключаемой нагрузки составил свыше 3,1 тысячи гигакалорий, в 2016 году — 3,4 тысячи гигакалорий, в первом полугодии 2017 года — 2,2 тысячи гигакалорий. Экономический эффект от экономии топлива, достигнутой за счет переключений, по итогам 2015 года составил один миллиард рублей, в 2016 году — 1,2 миллиарда рублей, в первом полугодии 2017-го — 665 миллионов рублей.
В конце 2014 года подписан договор о выполнении Уральским турбинным заводом (входит в состав АО «РОТЕК») полного комплекса работ по реконструкции энергоблока № 9 ТЭЦ-22. Вместо турбины Т-250/300-240, находящейся в эксплуатации с 1972 года, будет установлена турбина нового образца — Т-295/335-23,5. Это самая мощная турбина из когда-либо произведённых на Уральском турбинном заводе, её максимальная мощность может достигать 335 МВт. Турбина является новейшей разработкой российской конструкторской школы турбостроения. Турбина Т-295 была сдана заказчику — ПАО «Мосэнерго» — на Уральском турбинном заводе в феврале 2017 года. Турбина была введена в эксплуатацию 27 июня 2022 года.

## Экология
В «Мосэнерго» внедрена Система экологического менеджмента (СЭМ), в 2006 году сертифицированная по международному стандарту ISO 14001 в 2006 году. СЭМ позволяет предотвращать загрязнение окружающей среды, осуществлять контроль выбросов, соответствовать законодательным, нормативным и иным требованиям по вопросам экологии, обеспечивать непрерывное повышение экологической результативности. В 2017 году ПАО «Мосэнерго» осуществило переход СЭМ на стандарт ISO 14001:2015, установивший дополнительные требования к системе.
Выбросы загрязняющих веществ по электростанциям ПАО «Мосэнерго» в 2019 году составили 35,9 тыс. тонн (-14,7 % к 2018 году), в том числе выбросы диоксида серы — 3,6 тыс. тонн (-14,6 % к 2016 году), твёрдых веществ — 0,1 тыс. тонн (-75,7 %), оксидов азота — 30,8 тыс. тонн (-13,4 %).
Благодаря вводу новых мощностей, реализации ряда природоохранных мероприятий суммарные выбросы электростанций «Мосэнерго», расположенных на территории столицы, в 2012—2017 годах сократились на 30 %.

## Интересные факты
ГЭС-1 (Государственная электростанция) — принадлежащая «Мосэнерго» тепловая электростанция, находящаяся в самом центре Москвы на Раушской набережной (напротив парка «Зарядье»), объявленная историческим памятником. Эта станция была построена в 1897 по указу императора Александра III и была первой станцией, дающей переменный ток. Здание ГЭС-1 по форме напоминает корабль и было спроектировано при участии архитектора Ивана Жолтовского. Электростанция снабжает электроэнергией и теплом весь центр Москвы в пределах Садового кольца, в том числе Кремль и здание Государственной думы.
Мосэнергопроект (Московский проектный институт по проектированию энергетических объектов) — основной проектный институт ОАО «Мосэнерго», был создан в декабре 1922 года для проектирования электростанций, строящихся по плану ГОЭЛРО. Специалисты МЭП принимали участие в подготовке проектов Каширской, Шатурской и Новомосковской ГРЭС, проектов создания централизованной теплофикационной системы Москвы, практически всех теплоэлектроцентралей Мосэнерго.